# Rainbow (гёрл-группа)
Rainbow (кор. 레인보우, яп. レインボー; часто стилизуется как  RAINBOW) — южнокорейская гёрл-группа, сформированная в 2009 году компанией DSP Media. Группа состояла из семи участниц: Ури, Сына, Чэкён, Ноыль, Юнхё, Джисук и Хёнён. Они выпустили свой дебютный мини-альбом Gossip Girl 12 ноября 2009 года.  В октябре 2016 года группа была расформирована. В ноябре 2019 года группа воссоединилась к своему десятилетнему юбилею.
В группе семь девушек. Каждой соответствует один из цветов радуги. У них был заключён семилетний контракт с компанией DSP Media. 27 октября 2016 года агентство сообщило о расформировании группы в связи с истечением срока контрактов.

## История
12 ноября 2009 года у группы вышел первый мини-альбом Gossip Girl. Через два дня на передаче Show! Music Core на телеканале MBC состоялся их теледебют.
12 августа 2010 года у группы вышел первый цифровой сингл «A». Песня достигла 9 места в чарте «Gaon» (на неделе, заканчивающейся 4 сентября). Также она оказалась на 80 месте в итоговом чарте за год — с 337 665 388 очками и 1 617 074 проданных цифровых копий.
За этот сингл группе была присуждена премия Cyworld Digital Music Award в категории «Новичок месяца» (за сентябрь 2009).

## Состав
| Сценический псевдоним | Сценический псевдоним | Настоящее имя | Настоящее имя | Дата рождения   | Позиция в группе                                               |
| Основной              | Другой                | На русском    | Хангыль       | Дата рождения   | Позиция в группе                                               |
| --------------------- | --------------------- | ------------- | ------------- | --------------- | -------------------------------------------------------------- |
| Чэкён                 | Jae-kyung             | Ким Чэ Кён    | 김재경        | 24.12.1988 года | Лидер, главный танцор, ведущая вокалистка, вижуал, лицо группы |
| Ури                   | Woo-ri                | На Го Ын      | 고우리        | 22.02.1988      | Главный рэпер, ведущий танцор                                  |
| Сынa                  | Seung-ah              | О Сын А       | 오승아        | 13.09.1988      | Ведущая вокалистка                                             |
| Ноыль                 | No-eul                | Но Ыль        | 노을          | 10.5.1989       | Вокалистка, рэпер                                              |
| Юнхё                  | Yoon-hye              | Чон Юн Хё     | 정윤혜        | 14.4.1990       | Вокалистка, рэпер                                              |
| Джисук                | Ji-sook               | Ким Джисук    | 김지숙        | 18.06.1990      | Главная вокалистка                                             |
| Хёнён                 | Hyun-young            | Чо Хён Ён     | 조현영        | 11.08.1991      | Главная вокалистка, макнэ                                      |

## Дискография
| - Rainbow Syndrome (2013) - Gossip Girl (2009) - So Girls (2011) - RB Blaxx (2014) - Innocent (2015) - Prism (2016) - Over the Rainbow (2019) | - Over the Rainbow (2012) |  |

## Награды
| Год  | Премия                                                                             |
| ---- | ---------------------------------------------------------------------------------- |
| 2010 | - Cyworld Digital Music Awards: Новичок месяца                                     |
| 2011 | - 12th Korean Video Daejun's Award: Самый фотогеничный год                         |
| 2012 | - 26th Golden Disk Awards: Hallyu Icon Award - 7th Asia Model Award: Новая звезда. |

## Премии и номинации
- См. статью «Rainbow (South Korean band) § Awards» в английском разделе.